# 금서당
금서당은 대한민국 전라남도 강진군 강진읍에 있는 건축물이다. 2012년 6월 14일 강진군의 향토문화유산 제46호로 지정되었다.

## 개요
강진중앙초등학교 전신   1905년 사립금릉학교로 개칭   1919년 4월 4일 독립만세를 외쳤던 곳   영랑 김윤식 선생도 금서당에서 공부  1950년 이후 완향 김영렬 화백(2003.11월 작고)이 반파된 것을 보수 작업실로 사용함   현재 완형 작품 감상실로 사용